# Академічне веслування на літніх Олімпійських іграх 1936
Змагання з академічного веслування на літніх Олімпійських іграх 1936 тривали з 11 до 14 серпня на озері Лангер Зе в Грюнау. Розіграно 7 комплектів нагород, лише серед чоловіків.
В змаганнях домінували господарі німці, які здобули медалі в кожній дисципліні, зокрема 5 із 7-ми можливих золотих медалей. У фіналі вісімок перемогла американська команда вихідців з робочого класу Університету Вашингтону, яка повільно стартувала, а на фініші шести з половиною хвилинного заїзду лише на мить випередила інших призерів: перше місце від третього відділила лише секунда. Перипетії цієї боротьби змалював Деніел Джеймс Браун у книжці Диво в Берліні.

## Медальний залік
| Дисципліна                       | Золото | Срібло | Бронза |
| -------------------------------- | --- | --- | --- |
| Парні одиночки                   | Ґустав Шефер (GER) | Йозеф Газенерль (AUT) | Ден Барроу (USA) |
| Парні двійки                     | Джек Бересфорд і Дік Саутвуд (GBR)                                                                                     | Віллі Кайдель і Йоахім Пірш (GER) | Роджер Верей і Єжи Уступський (POL) |
| Розпашні двійки без стернового   | Віллі Айгорн і Уґо Штраус (GER)                                                                                        | Гаррі Ларсен і Рікард Ольсен (DEN) | Орасіо Подеста і Хуліо Курателья (ARG) |
| Розпашні двійки зі стерновим     | Німеччина (GER) Ґергард Ґустманн Герберт Адамскі Дітер Аренд                                                           | Італія (ITA) Альміро Бергамо Гвідо Сантін Лучіано Негріні                                                                                                 | Франція (FRA) Марсо Фуркад Жорж Тапі Ноель Вандернотт                                                                                           |
| Розпашні четвірки без стернового | Німеччина (GER) Рудольф Екштайн Антон Ром Мартін Карль Вільгельм Менне                                                 | Велика Британія (GBR) Мартін Брістоу Алан Барретт Пітер Джексон Джон Стеррок                                                                              | Швейцарія (SUI) Германн Бечарт Ганс Гомберґер Алекс Гомберґер Карл Шмід                                                                         |
| Розпашні четвірки зі стерновим   | Німеччина (GER) Ганс Маєр Вальтер Фолле Ернст Ґабер Пауль Зелльнер Фріц Бауер                                          | Швейцарія (SUI) Германн Бечарт Ганс Гомберґер Алекс Гомберґер Карл Шмід Рольф Шпрінґ                                                                      | Франція (FRA) Фернан Вандернотт Марсель Вандернотт Жан Косма Марсель Шовіньє Ноель Вандернотт                                                   |
| Вісімки                          | США (USA) Герберт Морріс Чарлз Дей Ґордон Адам Джон Вайт Джеймс Мак-Міллін Джордж Гант Джо Ранц Доналд Г'юм Роберт Мок | Італія (ITA) Гульєльмо дель Бімбо Діно Барзотті Оресте Ґроссі Енцо Бартоліні Маріо Кеккаччі Данте Зеккі Отторіно Квальєріні Енріко Гарцеллі Чезаре Мілані | Німеччина (GER) Альфред Рік Гельмут Радах Ганс Кушке Гайнц Кауфманн Ґерд Фельс Вернер Лекле Ганс-Йоахім Ганнеманн Герберт Шмідт Вільгельм Малов |

## Країни, що взяли участь
Змагалися 313 веслувальників з 24-х країн:
- Аргентина (3)
- Австралія (12)
- Австрія (9)
- Бельгія (7)
- Бразилія (21)
- Канада (10)
- Чехословаччина (17)
- Данія (16)
- Естонія (1)
- Франція (19)
- Німеччина (26)
- Велика Британія (18)
- Угорщина (23)
- Італія (22)
- Японія (16)
- Нідерланди (11)
- Норвегія (1)
- Польща (11)
- Південно-Африканська Республіка (1)
- Швеція (5)
- Швейцарія (16)
- США (26)
- Уругвай (8)
- Югославія (14)

## Таблиця медалей
| Місце                | Країна                | Золото | Срібло | Бронза | Загалом |
| -------------------- | --------------------- | ------ | ------ | ------ | ------- |
| 1                    | Німеччина (GER)       | 5      | 1      | 1      | 7       |
| 2                    | Велика Британія (GBR) | 1      | 1      | 0      | 2       |
| 3                    | США (USA)             | 1      | 0      | 1      | 2       |
| 4                    | Італія (ITA)          | 0      | 2      | 0      | 2       |
| 5                    | Швейцарія (SUI)       | 0      | 1      | 1      | 2       |
| 6                    | Австрія (AUT)         | 0      | 1      | 0      | 1       |
| 6                    | Данія (DEN)           | 0      | 1      | 0      | 1       |
| 8                    | Франція (FRA)         | 0      | 0      | 2      | 2       |
| 9                    | Аргентина (ARG)       | 0      | 0      | 1      | 1       |
| 9                    | Польща (POL)          | 0      | 0      | 1      | 1       |
| Загалом (10 збірних) | Загалом (10 збірних)  | 7      | 7      | 7      | 21      |

## Further reading
- Six Minutes in Berlin: Broadcast Spectacle and Rowing Gold at the Nazi Olympics by Michael J. Socolow, 2016, University of Illinois Press